# クイズ!今どきの日本
『クイズ!今どきの日本』（クイズ いまどきのにっぽん）は、1989年4月13日から同年9月28日までテレビ東京系列で放送されていたテレビ東京製作のクイズ番組である。放送時間は毎週木曜 20:00 - 20:54 （日本標準時）。

## 概要
一般からの参加者200人が、スタジオでデータランキングを基にしたクイズに挑戦していた視聴者参加型番組。他にゲストの芸能人3人もクイズに参加していた。毎週放送のレギュラー番組で解答者が200人というのは、1969年にTBS系列で放送されていた『ラッキークイズ さあどっち?』（朝日放送）の300人に次ぐ記録である。司会は土居まさるが務めていた。番組収録は、当時日経電波会館内にあったテレビ東京の第1スタジオ（現・神谷町スタジオ）で行われていた。

## ルール
前述の通り、クイズに挑戦するのは一般からの参加者200人と芸能人3人。一般解答者は赤・青・黄色の手袋の付いた紐を貰って観客席に座り、芸能人解答者は解答者席に座る。
クイズは全5問。オープニングの直後には2択問題が、その後は3択問題が出された。一般解答者は正解だと思う色の手袋を右手にはめて挙手し、芸能人解答者は正解と思う色のボタンを押す。答えの発表後、正解者の首にレイが掛けられた。
全問正解した解答者には出場回のテーマに即した豪華賞品が贈られ、次点成績の解答者には近似値クイズが出された。全問正解者が出なかった場合、その回での最高得点を出した者たちに近似値クイズが出され、フリップに書いた答えが正解に内輪で近かった解答者に賞品が贈られた。

## スタッフ
- ナレーター：大滝進矢
- 企画・構成：塚田茂、スタッフ東京[2]
- 音楽：竹村次郎
- 効果：和氣誠司（音響企画）
- デザイン：三浦良文
- 美術進行：森本士朗
- 制作協力：エムファーム[2] → スタッフ東京[3]
- プロデューサー：金子明男、吉川正孝
- 製作協力：PROTX[2]
- 製作著作：テレビ東京[2]